# Berberis francisci-ferdinandi
Berberis francisci-ferdinandi là một loài thực vật có hoa trong họ Hoàng mộc. Loài này được C.K.Schneid. mô tả khoa học đầu tiên năm 1913.

## Hình ảnh

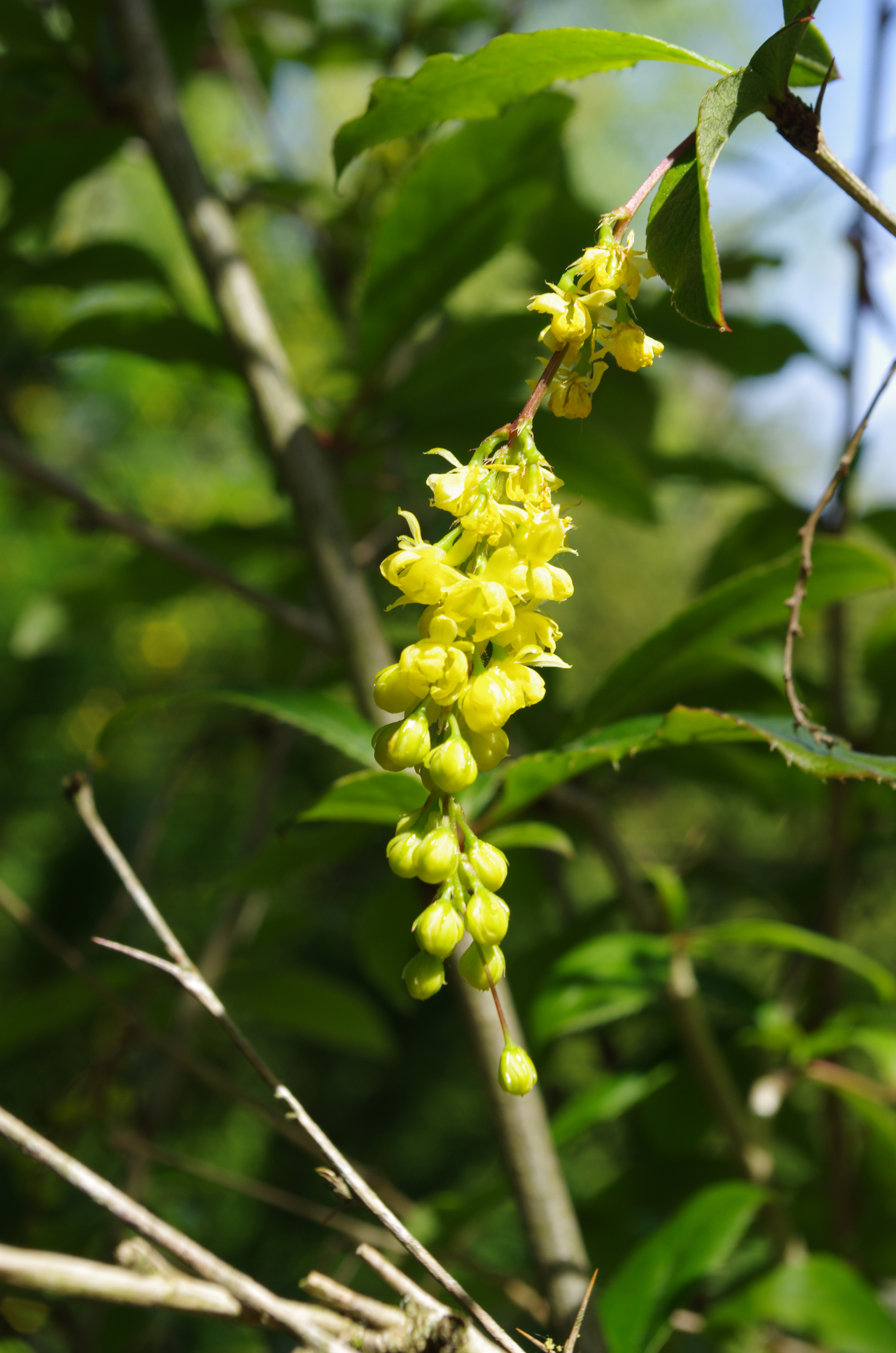
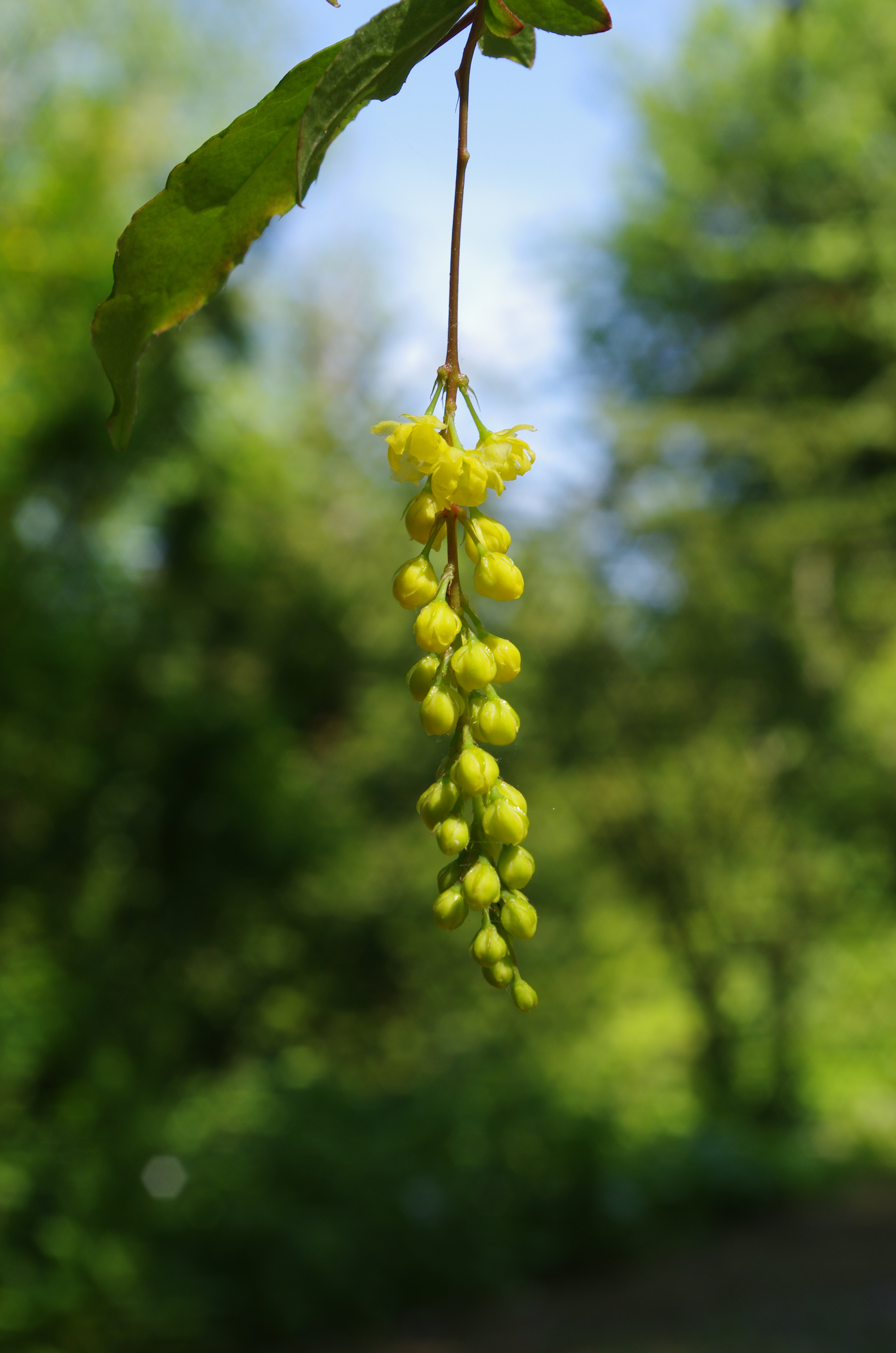
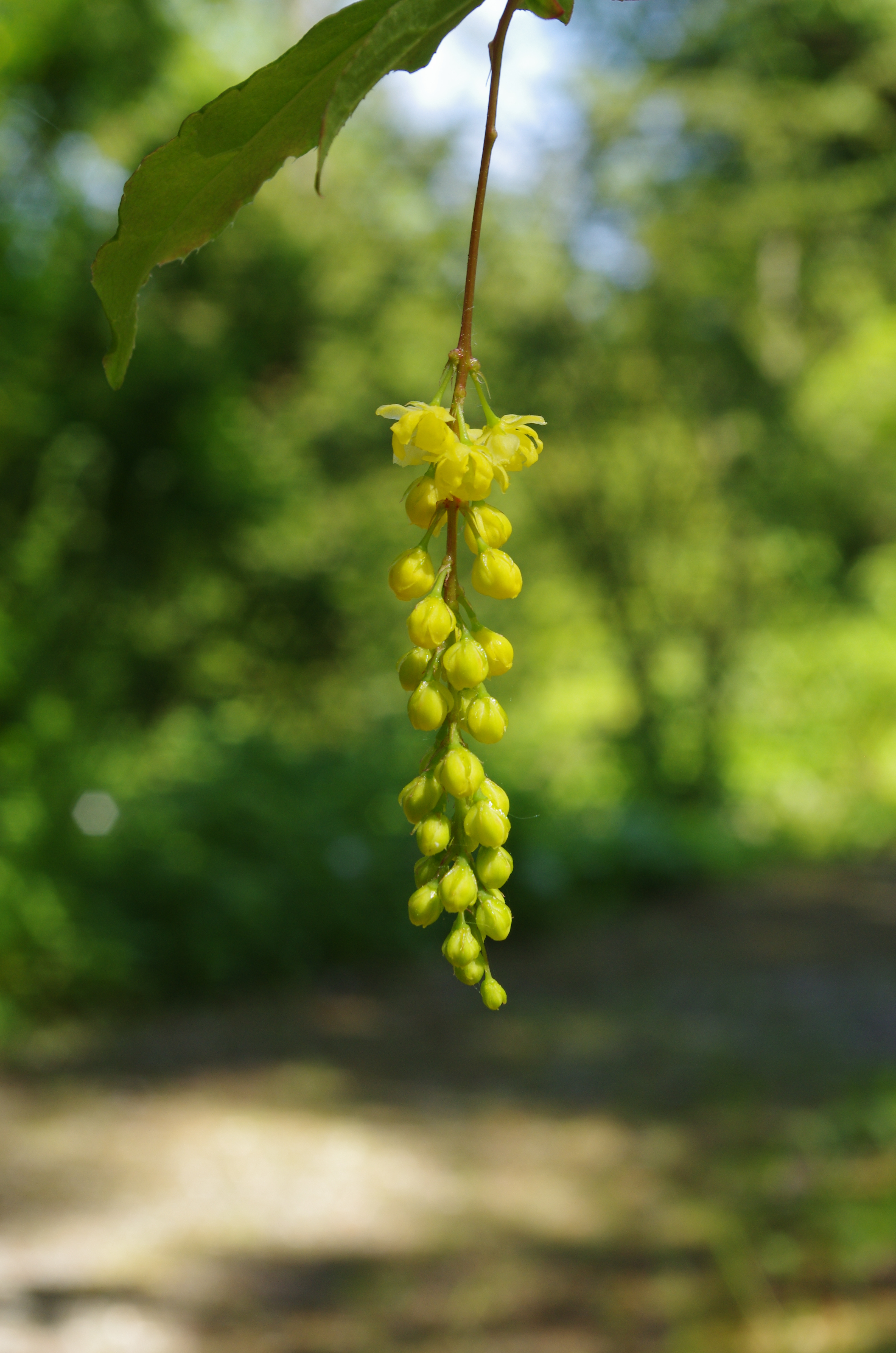